# Benedictus XIII (motpåve)
Benedictus XIII, Pedro Martínez de Luna, född 25 november 1328 i Illueca, Aragonien, Spanien, död 23 maj 1423 i Peñíscola, Valencia, var motpåve i Avignon från den 28 september 1394 till den 26 juli 1417 under den stora schismen.
Pedro blev professor i kanonisk rätt i Montpellier och senare kardinaldiakon med Santa Maria in Cosmedin som titeldiakonia (1375). Vid schismens utbrott 1378 slöt han sig till Clemens VII. Efter dennes död 1394 blev han vald till påve främst på grund av sitt ivrande för återställningen av den kyrkliga enheten, varvid han till och med högtidligen förband sig att, om så skulle behövas, för endräktens skull, abdikera. Väl påve vägrade han hårdnackat att träda tillbaka, fastän han uppfordrades därtill av både franska hovet och så gott som hela kardinalskollegiet. Ej ens franske konungens beslut att undandra Benedictus sin lydnad (1398–1403) kunde böja honom. Fastän han avsattes av konciliet i Pisa 1409 såsom kättare och menedare och av konciliet i Konstanz 1414–1418 utstöttes ur Kyrkan, vägrade han dock fortfarande att underkasta sig, drog sig tillbaka till bergfästet Peñíscola nära Valencia och avled där 1423.